# Proteuxoa virilis
Proteuxoa virilis là một loài bướm đêm trong họ Noctuidae.